# Brze banane
Brze banane, hrvatski glazbeni sastav iz Zagreba, iz Dubrave osnovan 1980-ih godina. Svirali su pop-rock.

## Povijest
Brze banane su legendarni rock band iz Zagreba (Dubrava), osnovan krajem 80-tih, u kojem je karijeru započeo Mladen Burnać, koji je uz svojeg brata Antu- Zdravka Burnaća ujedno bio i osnivač benda. Dok je Ante-Zdravko bio tekstopisac i menađer sastava, Mladen je bio lider, pjevač, gitarist, te autor glazbe. Do izlaska prvog albuma, sastav najduži dio karijere nastupa kao trio: Mladen Burnać (vokal i gitara), Siniša Popović (bas gitara), te Zdenko Bartolović (bubnjevi). Zvuk benda je bio mješavina punka i rocka, privlačili su pažnju svojim atraktivnim i eksplozivnim nastupima. U toj postavi održali su 1987. godine i legendarni koncert u Kulušiću.
Sjajnu uzlaznu putanju benda i pripreme za objavljivanje prvog albuma prekinula je tragična prometna nesreća (1989. godine, kod Celja u Sloveniji), u kojoj su živote izgubili Mladenov brat, Ante-Zdravko Burnać i njihov najbolji prijatelj, Milan Čačić – Mišo (ujedno i fotograf benda), dok je Mladen bio jedini preživjeli iz te nesreće. Bend tada privremeno prestaje djelovati, a Mladen, nakon oporavka od povreda, ipak odlučuje snimiti i objaviti album benda (na kojemu je bila posveta da je snimljen "u spomen Anti i Miši"). Taj prvi i jedini album imena "Brze Banane" objavljen je 1990. godine za izdavačku kuću Orfej u Zagrebu.
Album je izašao kao ploča (vinil) i kazeta, a sadržavao je 10 pjesama:
| 1.    | »Kiša«                   | 3:13 |
| 2.    | »Pero i Europa«          | 3:42 |
| 3.    | »Svjetla u daljini«      | 4:17 |
| 4.    | »Galeb (Preko granice)«  | 3:13 |
| 5.    | »Pokraj tebe ja ću leći« | 4:12 |
| 6.    | »Nema više djevica«      | 3:15 |
| 7.    | »Prošao sam sve«         | 3:16 |
| 8.    | »Lola«                   | 3:17 |
| 9.    | »Na valu sreće«          | 3:31 |
| 10.   | »Od tvog pogleda«        | 4:46 |
| 38:15 |                          |      |

Producent albuma bio je Željko Bošković, a bend je tada svirao u izmijenjenom sastavu kao kvartet: Mladen Burnać (gitara i vokal), Siniša Popović (bas), Žarko Fabek (gitara, ex ITD Band), te Jurica Ugrinović (bubnjevi, ex Ritmo Loco, Cubismo, Zagreb Jazz Portret). Kako je bend promijenio neke članove, tako se promijenio i punk-rock zvuk iz prve faze, te je bend na albumu zvučao više kao snažni pop-rock sastav.
Nakon godinu dana, 1991. godine objavljuju i singl ploču "Oglasi". Zanimljivost tog singla je ta, da na njemu uz Mladena, pjevaju (u to doba još slabo poznati): Severina Vučković, Ivana Banfić i Sandi Cenov. U toj drugoj fazi rada, pjesma "Kiša" postaje zaštitni znak benda i potencijalni hit - međutim, zbog nemogućnosti nastupanja u ratnim uvjetima u Hrvatskoj, bend u potpunosti prestaje djelovati 1992. godine.
Za vrijeme rada, bend Brze banane je nastupio na više od 80 koncerata u svim mogućim klubovima diljem Hrvatske i cijele bivše države, a imao je samostalne koncerte i u tada prestižnim i legendarnim rock klubovima, kao što su: Kulušić, Lapidarij, Sallon, Gjuro i drugi. (nastupili su i na Gitarijadi u Zaječaru 1987.). Tijekom rada, pored navedenih članova, u sastavu su kratko vrijeme svirali još: Ivo Šimeg (gitara), Tunica Vidaković (bas gitara), Davor Čelić (bubnjevi) i Branko Fejer (bubnjevi). Najpoznatije pjesme bile su: "Kiša", "Prošao sam sve" i "Pero i Europa".

## Diskografija
- Brze banane, studijski album, Orfej, 1990.
- Oglasi / Od tvog pogleda, singl, Orfej, 1991.

## Članovi
Članovi su bili Mladen Burnać, Siniša Popović – bas gitara, Žarko Fabek-Febo (ITD Band) – solo gitara i Jurica Ugrinović (ex Ritmo Loco, Cubismo, Zagreb Jazz Portret). Do izlaska albuma svirali su i drugi onda poznati zagrebački glazbenici: Ivo Šimeg – gitara, Tunica Vidaković – bas, Zdenko Bartolović – bubnjevi, Davor Čelić – bubnjevi i Branko Fejer – bubnjevi.

## Vanjske poveznice
- Brze banane - Apple Music
- Audio snimka koncerta u Kulušiću 25. svibnja 1987. godine - YouTube